# Tuberapseudes echinata
Tuberapseudes echinata är en kräftdjursart som först beskrevs av Georg Ossian Sars 1882.  Tuberapseudes echinata ingår i släktet Tuberapseudes och familjen Apseudidae. Inga underarter finns listade i Catalogue of Life.